# Maria Gabriela Llansol
Maria Gabriela Llansol, eigentlich Maria Gabriela Llansol Nunes da Cunha Rodrigues Joaquim, (* 24. November 1931 in Lissabon, Portugal; † 3. März 2008 in Sintra, Portugal) war eine portugiesische Schriftstellerin und Übersetzerin. Sie schuf ihr eigenes, literarisches Universum und gilt als eine der wichtigsten weiblichen Stimmen der Portugiesischen Literatur in der zweiten Hälfte des 20. Jahrhunderts. Oft wird sie mit Fernando Pessoa verglichen. 

## Leben und Wirken
Maria Gabriela Llansol, wie sie sich als Literatin nannte, wurde in Lissabon als Tochter eines bibliophilen Buchhalters einer Papierfabrik spanischer Abstammung geboren. Sie studierte Rechtswissenschaften und Erziehungswissenschaften, machte ihre Examen in Jura 1955 und in Erziehungswissenschaften 1957. Dann besuchte sie eine Schwestern- und Pflegeschule. Ihr beruflicher Werdegang war bis 1965 von der Arbeit mit schwererziehbaren Kindern und Jugendlichen geprägt. 1965 verließen sie und ihr Mann, Augusto Joaquim, Portugal und zogen nach Belgien, wo sie zunächst in der Stadt Löwen lebten und arbeiteten. Sie waren vor dem faschistischen Salazar-Regime geflohen, auch damit ihr Mann nicht zum Wehrdienst eingezogen werden konnte. 
Später zog das Paar in eine Gemeinde namens Jodoigne, wo sie in einer Kooperative lebten, die sich durch den Anbau von Obst und Gemüse selbst ernährte, die Möbel herstellte, die man verkaufte und die Einnahmen teilte, und die eine experimentelle Schule unterhielt, an der Llansol unterrichtete. 1984 zog das Paar nach neunzehn Jahren in Belgien zurück nach Portugal und lebte fortan fernab des Literaturbetriebes in Sintra. 
Maria Gabriela Llansol starb am 3. März 2008 im Alter von 76 Jahren in Sintra. 

## Das Werk einer Exzentrikerin
Das Werk von Maria Gabriela Llansol lässt sich nicht klassisch einordnen. Sie schuf ihre eigenen Universen der Literatur, sie wird oft mit Fernando Pessoa oder mit Antonio Lobo Antunes verglichen, die ebenfalls eigene Formen der Literatur fanden, die jenseits der klassischen Nomenklatur der Literatur sind. Sie war an einer literarischen Karriere nicht interessiert, schreiben und veröffentlichen waren zu Lebzeiten eher eine Nebensache, die dazugehörte. In einem Interview sagte sie einmal, in ihrem Inneren fänden Erdbeben statt, daher müsse sie schreiben. Dennoch wird das Werk immer mehr in Portugal und im Ausland entdeckt. Es folgten Übersetzungen ins Englische und ins Deutsche. Viele Texte aus dem Nachlass sind noch unveröffentlicht.
Ihr literarisches Debüt gab sie 1962 mit dem Erzählband Os Pregos na Erva (Die Nägel im Gras). Sie hinterließ zu Lebzeiten rund siebenundzwanzig Bücher. In ihrem Werk beschäftigte sie sich mit mittelalterlicher Mystik, Beginentum, Johannes vom Kreuz, den Wiedertäufern aus Münster, Thomas Müntzer und verwob das alles jeweils zu historischen Erzählungen. Auch schrieb sie Kinderbücher. 
In ihrem Mitte der neunziger Jahre entstandenen zweiteiligen Historienroman Lisboa-Leipzig: O Encontro Inesperado do Diverso (Lissabon-Leipzig: Die unerwartete Begegnung des Verschiedenartigen, Band 1, 1994) und Lisboa-Leipzig: O Ensaio de Música (Lissabon-Leipzig: Die Musikprobe, Band 2, 1994) stellt sie Bezüge zu Deutschland her, beide sind im Leipziger Literaturverlag erschienen. Im zweiten Band sind die Hauptfiguren Johann Sebastian Bach und Fernando Pessoa, der hier allerdings Aosse heißt, was eine Umkehr seines Nachnamens ist. Sie stellt damit das Zusammentreffen dieser beiden Giganten der deutschen, portugiesischen und europäischen Kultur dar und fragt, wer für wen eventuell eine Bedeutung hatte oder hat. 
Als Übersetzerin übersetzte sie Arthur Rimbaud und Charles Baudelaire aus dem Französischen ins Portugiesische, aber auch Literatur in englischer und deutscher Sprache wurde von ihr übersetzt.
2021 erschien im gleichen Verlag eine Zusammenstellung ihrer Tagebuchaufzeichnungen unter dem Titel Ein Falke in der Faust.

## Trivia
Der frühere Präsident der Europäischen Kommission, José Manuel Durão Barroso, gehört zu den eifrigsten Lesern ihres Werkes.